# Рослик Павло Адамович
Павло Адамович Рослик (15 травня 1920, с. Селезівка Овруцького району Житомирської області — 5 липня 1965, м. Запоріжжя) — командир мотострілецького батальйону 32-ї Корсунської мотострілецької бригади 18 Знаменського танкового корпусу 53-ї армії 2-го Українського фронту, капітан. Герой Радянського Союзу.

## Біографія
Народився 1920 року в селі Селезівка Овруцького району Житомирської області в селянській родині. Українець. Член КПРС з 1942 року. Закінчив 8 класів Олександрівської середньої школи Шевченківського району Харківської області. У 1938 році закінчив курси трактористів. Працював трактористом.
У 1939 році призваний до лав Червоної Армії. У 1941 році закінчив 1-ше Ленінградське піхотне училище. У боях Другої світової війни з червня 1941 року. Воював на Північно-Західному, південно-Західному, Степовому та 2-му Українському фронтах. Був шість разів поранений.
Указом Президії Верховної Ради СРСР від 24 березня 1945 року за зразкову організацію оборони в передгір'ях Карпат та розгром переважаючого в силах противника, утримання в оперативному відношенні важливого гірського проходу та проявлені при цьому мужність та героїзм капітану Павлу Адамовичу Рослик присвоєно звання Героя Радянського Союзу з врученням ордена Леніна та медалі «Золота Зірка».
Після закінчення війни продовжував службу в армії. З 1946 року майор П. А. Рослик — в запасі. Жив у Запоріжжі. Помер 5 липня 1965 року. Похований у Запоріжжі.

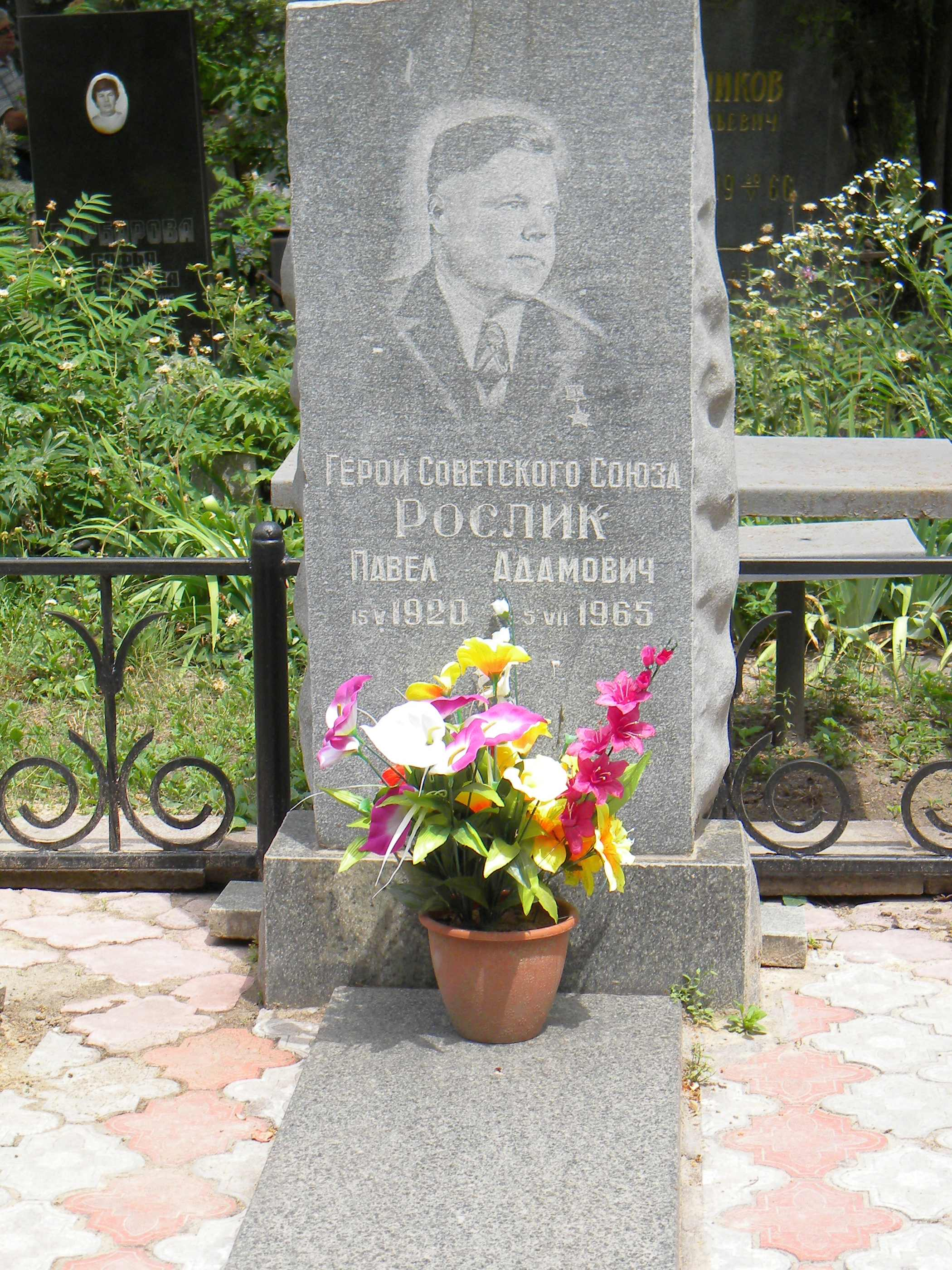
Могила Рослика П. А. на кладовищі по вул.Солідарності у м. Запоріжжі

Нагороджений орденом Леніна, орденами Червоного Прапора, Вітчизняної війни 1-го ступеня, Червоної Зірки, медалями.
Ім'я Героя носить школа в селі Селезівка.